# Guido Barbujani
Guido Barbujani (Adria, 31 de janeiro de 1955) é um geneticista italiano.
É professor de genética da Universidade de Ferrara. Seus interesses são a genética humana e a evolução. Autor de A Invenção das Raças São Paulo: Editora Contexto, 2007. Tradução de Rodolfo Ilari. ISBN 978-85-7244-364-7. Publicou também romances, entre os quais Questione di Razza (2003) e Dilettanti, Quattro viaggi nei dintorni de Charles Darwin (2004).